# 阿扎诺代奇莫
阿扎诺代奇莫（義大利語：Azzano Decimo），是意大利弗留利-威尼斯朱利亚大区波代诺内省的一个市镇。总面积51.4平方公里，人口15398人，人口密度299.6人/平方公里（2009年）。ISTAT代码为093005。